# 百万石賞
百万石賞（ひゃくまんごくしょう）は、金沢競馬場ダート2100mで施行される地方競馬の重賞競走である。

## 概要
1958年に創設。創設以来施行時期は6月で変わっておらず、金沢競馬上半期古馬最強馬決定戦と位置付けられている。施行距離は長らく2300mであったが、2016年より2100mに短縮された。
なお、同じ2300mで実施されていた中日杯もこの年から2000mに距離を短縮し、2300mで実施されるレースが無くなった。
金沢競馬場における古馬4大重賞の1つと位置付けられている（残る3つは白山大賞典、北國王冠、中日杯）。
スタリオンシリーズに指定されており、種牡馬の次年度配合権利が優勝馬の馬主に贈られる。対象種牡馬は2023年がイスラボニータ、2024年・2025年がオナーコード。

### 条件・賞金（2025年）
出走条件
サラブレッド系3歳以上、金沢所属。
- 利家盃の3着以上の馬に優先出走権が与えられている。

負担重量
別定（3歳55kg、4歳以上58kg、牝馬2kg減）
賞金等
賞金額は1着1000万円、2着320万円、3着160万円、4着120万円、5着100万円、着外手当10万円。
スタリオンシリーズに指定されており、オナーコードの次年度の配合権利が優勝馬馬主に贈られる。

## 歴代優勝馬（1973年以降）
| 回数   | 施行日        | 距離  | 優勝馬             | 性齢 | タイム | 優勝騎手   | 調教師   |
| ------ | ------------- | ----- | ------------------ | ---- | ------ | ---------- | -------- |
| 第16回 | 1973年6月24日 | 2300m | イチワカクサ       | 牝6  | 2:28.9 | 村山敏雄   | 山川清志 |
| 第17回 | 1974年6月23日 | 2300m | イチワカクサ       | 牝7  | 2:32.3 | 村山敏雄   | 山川清志 |
| 第18回 | 1975年6月22日 | 2300m | ハギシバオー       | 牡4  | 2:31.8 | 米田興二   | 服部道夫 |
| 第19回 | 1976年6月20日 | 2300m | メトロハヤト       | 牡5  | 2:34.3 | 笠井勝     | 勝田穂   |
| 第20回 | 1977年6月26日 | 2300m | カーネルテンザン   | 牡5  | 2:30.3 | 寺田茂     | 松田初市 |
| 第21回 | 1978年6月25日 | 2300m | アローエイコー     | 牝4  | 2:32.0 | 奥十一     | 伊勢晃二 |
| 第22回 | 1979年6月24日 | 2300m | ムサシコーウン     | 牡4  | 2:31.0 | 東方高行   | 藤木一男 |
| 第23回 | 1980年6月22日 | 2300m | フラツシユアリー   | 牡5  | 2:32.1 | 東方高行   | 藤木一男 |
| 第24回 | 1981年6月21日 | 2300m | ノワケ             | 牡7  | 2:30.3 | 東方高行   | 伊勢晃二 |
| 第25回 | 1982年6月20日 | 2300m | スターフライト     | 牡5  | 2:29.6 | 山中利夫   | 橋場憲正 |
| 第26回 | 1983年6月19日 | 2300m | シバフオスター     | 牝5  | 2:30.1 | 寺田茂     | 勝田穂   |
| 第27回 | 1984年6月17日 | 2300m | サクラハイデン     | 牡6  | 2:32.0 | 寺田茂     | 藤木一男 |
| 第28回 | 1985年6月16日 | 2300m | オサイチミカド     | 牡5  | 2:34.4 | 吉井敏雄   | 喜多壽   |
| 第29回 | 1986年6月22日 | 2300m | フワイトマン       | 牡5  | 2:31.6 | 東方高行   | 田嶋進   |
| 第30回 | 1987年6月21日 | 2300m | コクセイピユーマ   | 牡5  | 2:34.3 | 勝田浩     | 勝田穂   |
| 第31回 | 1988年6月19日 | 2300m | コインドエチゼン   | 牡5  | 2:34.3 | 寺田茂     | 青山義明 |
| 第32回 | 1989年6月18日 | 2300m | シナノジヨージ     | 牡6  | 2:29.0 | 桑野等     | 桑野進   |
| 第33回 | 1990年6月17日 | 2300m | サンアートー       | 牝4  | 2:30.5 | 渡辺壮     | 青山義明 |
| 第34回 | 1991年6月16日 | 2300m | カミノムサシ       | 牡6  | 2:32.9 | 渡辺壮     | 伊東昭二 |
| 第35回 | 1992年6月21日 | 2300m | キタシバスペイン   | 牡5  | 2:34.0 | 桑野等     | 鷹尾雄治 |
| 第36回 | 1993年6月20日 | 2300m | オヤベエース       | 牡4  | 2:30.9 | 平床良博   | 喜多壽   |
| 第37回 | 1994年6月19日 | 2300m | エビスライトオー   | 牡4  | 2:30.9 | 渡辺壮     | 黒澤四郎 |
| 第38回 | 1995年6月11日 | 2300m | エビスライトオー   | 牡5  | 2:32.9 | 越野亨     | 黒澤四郎 |
| 第39回 | 1996年6月16日 | 2300m | ハヤテサカエオー   | 牡6  | 2:28.7 | 渡辺壮     | 寺田茂   |
| 第40回 | 1997年6月22日 | 2300m | ドラゴンエース     | 牡6  | 2:33.7 | 中川雅之   | 服部道夫 |
| 第41回 | 1998年6月21日 | 2300m | ノズカソウハ       | 牡6  | 2:32.4 | 端勝成     | 井樋一也 |
| 第42回 | 1999年6月22日 | 2300m | リードジャイアンツ | 牡4  | 2:30.9 | 長嶋和彦   | 黒澤四郎 |
| 第43回 | 2000年6月18日 | 2300m | トラベラー         | 牝4  | 2:32.8 | 殿田倫之   | 小原典夫 |
| 第44回 | 2001年6月17日 | 2300m | ボナンザーローマン | 牡5  | 2:30.0 | 平瀬城久   | 宗綱泰彦 |
| 第45回 | 2002年6月23日 | 2300m | ジョウテンペガサス | 騸4  | 2:29.5 | 熊木良介   | 高橋道雄 |
| 第46回 | 2003年6月15日 | 2300m | トゥインチアズ     | 牝4  | 2:31.2 | 蔵重浩一郎 | 松野勝己 |
| 第47回 | 2004年6月27日 | 2300m | ホシオー           | 牡8  | 2:30.6 | 渡辺壮     | 松原正文 |
| 第48回 | 2005年6月12日 | 2300m | テンリットル       | 牡7  | 2:31.8 | 加藤和義   | 本厚司   |
| 第49回 | 2006年6月18日 | 2300m | ビッグドン         | 牡6  | 2:31.3 | 加藤和義   | 服部健一 |
| 第50回 | 2007年6月17日 | 2300m | ビッグドン         | 牡7  | 2:33.4 | 加藤和義   | 服部健一 |
| 第51回 | 2008年6月15日 | 2300m | マツノショウマ     | 牡4  | 2:34.8 | 桑野等     | 小原典夫 |
| 第52回 | 2009年6月21日 | 2300m | ノーブルシーズ     | 牡4  | 2:30.8 | 中川雅之   | 松野勝己 |
| 第53回 | 2010年6月20日 | 2300m | ジャングルスマイル | 牡4  | 2:31.0 | 吉原寛人   | 金田一昌 |
| 第54回 | 2011年6月19日 | 2300m | ジャングルスマイル | 牡5  | 2:29.1 | 吉原寛人   | 金田一昌 |
| 第55回 | 2012年6月17日 | 2300m | ジャングルスマイル | 牡6  | 2:26.9 | 平瀬城久   | 金田一昌 |
| 第56回 | 2013年6月16日 | 2300m | ナムラダイキチ     | 牡5  | 2:31.1 | 畑中信司   | 藤木一男 |
| 第57回 | 2014年6月15日 | 2300m | ナムラダイキチ     | 牡6  | 2:31.6 | 畑中信司   | 藤木一男 |
| 第58回 | 2015年6月14日 | 2300m | ジャングルスマイル | 牡9  | 2:31.6 | 平瀬城久   | 金田一昌 |
| 第59回 | 2016年6月12日 | 2100m | ジャングルスマイル | 牡10 | 2:20.4 | 田知弘久   | 金田一昌 |
| 第60回 | 2017年6月11日 | 2100m | トウショウプライド | 牡7  | 2:20.2 | 葛山晃平   | 佐藤茂   |
| 第61回 | 2018年6月17日 | 2100m | マイネルリボーン   | 牡8  | 2:17.6 | 青柳正義   | 高橋俊之 |
| 第62回 | 2019年6月23日 | 2100m | ティモシーブルー   | 牡5  | 2:17.8 | 畑中信司   | 金田一昌 |
| 第63回 | 2020年6月23日 | 2100m | サウスアメリカン   | 牡5  | 2:18.8 | 栗原大河   | 金田一昌 |
| 第64回 | 2021年6月15日 | 2100m | ハクサンアマゾネス | 牝4  | 2:15.3 | 吉原寛人   | 加藤和義 |
| 第65回 | 2022年6月14日 | 2100m | ハクサンアマゾネス | 牝5  | 2:14.7 | 吉原寛人   | 加藤和義 |
| 第66回 | 2023年6月4日  | 2100m | ハクサンアマゾネス | 牝6  | 2:15.0 | 吉原寛人   | 加藤和義 |
| 第67回 | 2024年6月2日  | 2100m | ハクサンアマゾネス | 牝7  | 2:14.9 | 吉原寛人   | 加藤和義 |
| 第68回 | 2025年6月8日  | 2100m | ナミダノキス       | 牡4  | 2:14.7 | 柴田勇真   | 金田一昌 |

※出典：地方競馬全国協会